# フィルモア・イースト・ライヴ
『フィルモア・イースト・ライヴ』（原題：At Fillmore East）は、アメリカ合衆国のロック・バンド、オールマン・ブラザーズ・バンドが1971年に発表したライブ・アルバム。LPでは2枚組だったがCDでは1枚にまとめられ、2003年にはCD2枚組のデラックス・エディション盤が発売された。本項目では、未発表テイクの追加やリミックスを施した上で1992年にリリースされたライブ・アルバム『ヒストリカル・パフォーマンス ザ・フィルモア・コンサート』（原題：The Fillmore Concerts）についても詳述する。

## 背景
オールマン・ブラザーズ・バンドは、1971年3月12日から13日にかけてニューヨークのフィルモア・イーストで1日に2回ずつ公演を行い、それらの4公演から抜粋されたライブ音源を本作に収録した。7曲中4曲は前2作のスタジオ・アルバムに収録されておらず、そのうち「アトランタの暑い日」はメンバー全員が作曲者としてクレジットされたジャム・セッション。
プロデュースは前作『アイドルワイルド・サウス』（1970年）に続きトム・ダウドが担当した。また、『アイドルワイルド・サウス』にもゲスト参加したトム・ドゥーセットが一部の曲でハーモニカを演奏。3月13日の2回目の公演で演奏された「ドランケン・ハーテッド・ボーイ」にはエルヴィン・ビショップ（ギター、ボーカル）、スティーヴ・ミラー（ピアノ）、ボビー・コールドウェル（パーカッション）がゲスト参加しているが、この曲はオリジナル・バージョンには収録されず、後述する『ヒストリカル・パフォーマンス ザ・フィルモア・コンサート』や本作のデラックス・エディション盤で追加された。

## 反響・評価
本作はアメリカのBillboard 200で13位に達し、1971年10月にはRIAAによってゴールドディスクに、1992年8月にはプラチナ・ディスクに認定された。
『ローリング・ストーン』誌の「オールタイム・グレイテスト・アルバム500」(大規模なアンケートで選出)と「オールタイム・グレイテスト・ライヴ・アルバム50」に於いて、それぞれ49位と2位にランクイン。
また、2012年にアメリカのデジタル音楽誌『ペースト』が選出した「The 70 Best Albums of the 1970s」でも49位にランク・インした。

## バリエーション
当時のライブを収録したオリジナル・マスター・テープは行方不明になっていたが、後にジョージア州メイコンの床屋で発見された。それを受けて、オリジナル・バージョンのプロデューサーでもあるトム・ダウドがライブ音源を再編し、1992年10月に『The Fillmore Concerts』というタイトルでリリースされた（日本盤CD『ヒストリカル・パフォーマンス ザ・フィルモア・コンサート』は1993年2月1日発売）。このバージョンでは3月12日録音の「トラブル・ノー・モア」、3月13日録音の「ドント・キープ・ミー・ワンダリン」「マウンテン・ジャム」「ドランケン・ハーテッド・ボーイ」に加えて、6月27日にフィルモア・イーストのクロージング・コンサートで演奏された「ワン・ウェイ・アウト」も追加された。また、「エリザベス・リードの追憶」と「ユー・ドント・ラヴ・ミー」は、2公演のテイクを編集したバージョンが使用された。
2003年にリリースされた本作のデラックス・エディション盤は、1974年発売のコンピレーション・アルバム『Duane Allman Anthology, Vol. 2』に収録されていた「ミッドナイト・ライダー」のライブ音源も含む13曲入りで、曲順も『ヒストリカル・パフォーマンス ザ・フィルモア・コンサート』とは異なる。

## 収録曲

### オリジナル
1. ステイツボロ・ブルース - "Statesboro Blues" (Blind Willie McTell) – 4:17
2. 誰かが悪かったのさ - "Done Somebody Wrong" (Clarence L. Lewis, Bobby Robinson, Elmore James) – 4:33
3. ストーミー・マンデイ - "Stormy Monday" (T-Bone Walker) – 8:44
4. ユー・ドント・ラヴ・ミー - "You Don't Love Me" (Willie Cobbs) – 19:15
5. アトランタの暑い日 - "Hot 'Lanta" (Duane Allman, Gregg Allman, Dickey Betts, Jai Johanny Johanson, Berry Oakley, Butch Trucks) – 5:17
6. エリザベス・リードの追憶 - "In Memory of Elizabeth Reed" (D. Betts) – 13:04
7. ウィッピング・ポスト - "Whipping Post" (G. Allman) – 23:03

### ヒストリカル・パフォーマンス ザ・フィルモア・コンサート

#### ディスク1
1. ステイツボロ・ブルース - "Statesboro Blues" (W. McTell) – 4:15
2. トラブル・ノー・モア - "Trouble No More" (McKinley Morganfield) – 3:46
3. ドント・キープ・ミー・ワンダリン - "Don't Keep Me Wonderin" (G. Allman) – 3:20
4. エリザベス・リードの追憶 - "In Memory of Elizabeth Reed" (D. Betts) – 12:59
5. ワン・ウェイ・アウト - "One Way Out" (Marshall Sehorn, E. James, Sonny Boy Williamson II) – 4:55
6. 誰かが悪かったのさ - "Done Somebody Wrong" (C. L. Lewis, B. Robinson, E. James) – 4:11
7. ストーミー・マンデイ - "Stormy Monday" (Walker) – 10:19
8. ユー・ドント・ラヴ・ミー - "You Don't Love Me" (W. Cobbs) – 19:24

#### ディスク2
1. アトランタの暑い日 - "Hot 'Lanta" (D. Allman, G. Allman, D. Betts, J. Johanson, B. Oakley, B. Trucks) – 5:11
2. ウィッピング・ポスト - "Whipping Post" (G. Allman) – 22:37
3. マウンテン・ジャム - "Mountain Jam" (Donovan Leitch, D. Allman, G. Allman, D. Betts, J. Johanson, B. Oakley, B. Trucks) – 33:47
4. ドランケン・ハーテッド・ボーイ - "Drunken Hearted Boy" (Elvin Bishop) – 7:33

### デラックス・エディション盤

#### ディスク1
1. ステイツボロ・ブルース - "Statesboro Blues" (W. McTell) – 4:18
2. トラブル・ノーモア - "Trouble No More" (M. Morganfield) – 3:43
3. ドント・キープ・ミー・ワンダリン - "Don't Keep Me Wonderin'" (G. Allman) – 3:27
4. 誰かが悪かったのさ - "Done Somebody Wrong" (C. L. Lewis, B. Robinson, E. James) – 4:33
5. ストーミー・マンデイ - "Stormy Monday" (Walker) – 8:48
6. ワン・ウェイ・アウト - "One Way Out" (M. Sehorn, E. James, Williamson) – 4:56
7. エリザベス・リードの追憶 - "In Memory of Elizabeth Reed" (D. Betts) – 13:04
8. ユー・ドント・ラヴ・ミー - "You Don't Love Me" (W. Cobbs) – 19:16
9. ミッドナイト・ライダー - "Midnight Rider" (G. Allman, Robert Kim Payne) – 2:55

#### ディスク2
1. アトランタの暑い日 - "Hot 'Lanta" (D. Allman, G. Allman, D. Betts, J. Johanson, B. Oakley, B. Trucks) – 5:20
2. ウィッピング・ポスト - "Whipping Post" (G. Allman) – 22:53
3. マウンテン・ジャム - "Mountain Jam" (D. Leitch, D. Allman, G. Allman, D. Betts, J. Johanson, B. Oakley, B. Trucks) – 33:39
4. ドランケン・ハーテッド・ボーイ - "Drunken Hearted Boy" (E. Bishop) – 6:54

### 1971 フィルモア・イースト・レコーディングス

#### ディスク1
1971年3月12日 ファースト・ショウ
1. ステイツボロ・ブルース - "Statesboro Blues" (W. McTell) – 4:44
2. トラブル・ノーモア - "Trouble No More" (M. Morganfield) – 3:47
3. ドント・キープ・ミー・ワンダリン - "Don't Keep Me Wonderin'" (G. Allman) – 3:53
4. 誰かが悪かったのさ - "Done Somebody Wrong" (C. L. Lewis, B. Robinson, E. James) – 4:24
5. エリザベス・リードの追憶 - "In Memory of Elizabeth Reed" (D. Betts) – 17:38
6. ユー・ドント・ラヴ・ミー - "You Don't Love Me" (W. Cobbs) – 14:58

#### ディスク2
1971年3月12日 セカンド・ショウ
1. ステイツボロ・ブルース - "Statesboro Blues" (W. McTell) – 4:29
2. トラブル・ノーモア - "Trouble No More" (M. Morganfield) – 4:04
3. ドント・キープ・ミー・ワンダリン - "Don't Keep Me Wonderin'" (G. Allman) – 3:39
4. 誰かが悪かったのさ - "Done Somebody Wrong" (C. L. Lewis, B. Robinson, E. James) – 4:56
5. エリザベス・リードの追憶 - "In Memory of Elizabeth Reed" (D. Betts) – 18:38
6. ユー・ドント・ラヴ・ミー - "You Don't Love Me" (W. Cobbs) – 19:13
7. ウィッピング・ポスト - "Whipping Post" (G. Allman) – 19:30
8. アトランタの暑い日 - "Hot 'Lanta" (D. Allman, G. Allman, D. Betts, J. Johanson, B. Oakley, B. Trucks) – 5:19

#### ディスク3
1971年3月13日 ファースト・ショウ
1. ステイツボロ・ブルース - "Statesboro Blues" (W. McTell) – 4:18
2. トラブル・ノーモア - "Trouble No More" (M. Morganfield) – 3:47
3. ドント・キープ・ミー・ワンダリン - "Don't Keep Me Wonderin'" (G. Allman) – 3:38
4. 誰かが悪かったのさ - "Done Somebody Wrong" (C. L. Lewis, B. Robinson, E. James) – 4:08
5. エリザベス・リードの追憶 - "In Memory of Elizabeth Reed" (D. Betts) – 13:15
6. ユー・ドント・ラヴ・ミー - "You Don't Love Me" (W. Cobbs) – 19:50
7. ウィッピング・ポスト - "Whipping Post" (G. Allman) – 17:30

#### ディスク4
1971年3月13日 セカンド・ショウ(パート1)
1. ステイツボロ・ブルース - "Statesboro Blues" (W. McTell) – 4:43
2. ワン・ウェイ・アウト - "One Way Out" (M. Sehorn, E. James, Williamson) – 4:40
3. ストーミー・マンデイ - "Stormy Monday" (Walker) – 10:39
4. アトランタの暑い日 - "Hot 'Lanta" (D. Allman, G. Allman, D. Betts, J. Johanson, B. Oakley, B. Trucks) – 5:31
5. ウィッピング・ポスト - "Whipping Post" (G. Allman) – 23:05

#### ディスク5
1971年3月13日 セカンド・ショウ(パート2)
1. マウンテン・ジャム - "Mountain Jam" (D. Leitch, D. Allman, G. Allman, D. Betts, J. Johanson, B. Oakley, B. Trucks) – 35:39
2. ドランケン・ハーテッド・ボーイ - "Drunken Hearted Boy" (E. Bishop) – 7:45

#### ディスク6
1971年6月27日 クロージング・ショウ
1. ステイツボロ・ブルース - "Statesboro Blues" (W. McTell) – 5:31
2. ドント・キープ・ミー・ワンダリン - "Don't Keep Me Wonderin'" (G. Allman) – 3:47
3. 誰かが悪かったのさ - "Done Somebody Wrong" (C. L. Lewis, B. Robinson, E. James) – 3:36
4. ワン・ウェイ・アウト - "One Way Out" (M. Sehorn, E. James, Williamson) – 5:24
5. エリザベス・リードの追憶 - "In Memory of Elizabeth Reed" (D. Betts) – 12:33
6. ミッドナイト・ライダー - "Midnight Rider" (G. Allman, Robert Kim Payne) – 3:07
7. アトランタの暑い日 - "Hot 'Lanta" (D. Allman, G. Allman, D. Betts, J. Johanson, B. Oakley, B. Trucks) – 5:48
8. ウィッピング・ポスト - "Whipping Post" (G. Allman) – 20:14
9. ユー・ドント・ラヴ・ミー - "You Don't Love Me" (W. Cobbs) – 17:23

## 参加ミュージシャン
- グレッグ・オールマン - ボーカル、オルガン、ピアノ
- デュアン・オールマン - リードギター、スライドギター
- ディッキー・ベッツ - リードギター
- ベリー・オークリー - ベース
- ジェイ・ジョハンソン - ドラムス、コンガ、ティンバレス
- ブッチ・トラックス - ドラムス、ティンパニ

スペシャル・ゲスト
- トム・ドゥーセット - ハーモニカ
- ルドルフ・カーター - サックス
- エルヴィン・ビショップ - ボーカル、ギター(on "Drunken Hearted Boy")
- スティーヴ・ミラー - ピアノ(on "Drunken Hearted Boy")
- ボビー・コールドウェル - パーカッション(on "Drunken Hearted Boy")